# ドイツに関する報告
「ドイツに関する報告」（A Report on Germany ）は、第二次世界大戦後にルイス・H・ブラウンがルシアス・D・クレイ将軍の要請により執筆した報告書である。同報告は、戦後のドイツ再建について詳細な勧告を行い、マーシャル・プランの基礎となった。クレイ将軍は、ブラウンを報告書の執筆者に選任した。実業界や戦場におけるブラウンの幅広い経験を買ってのことであった。執筆中、ブラウンはドイツに滞在し、ジョージ・C・マーシャル将軍、ドワイト・D・アイゼンハウアー将軍、ジョーゼフ・T・マクナーニー将軍、ジョン・H・ヒルドリング将軍、ジョン・フォスター・ダレス、ジェームズ・F・バーンズ、ハーバート・フーヴァー元大統領、R・C・レフィングウェル、オットー・ジェイデルズ、シンクレア・ウィークス元上院議員など、多数の人物と個人的に面談した。